# Бојна Њива
Бојна Њива је насеље у општини Мојковац у Црној Гори. Према попису из 2003. било је 362 становника (према попису из 1991. било је 389 становника).

## Демографија
У насељу Бојна Њива живи 235 пунолетних становника, а просечна старост становништва износи 30,7 година (30,9 код мушкараца и 30,6 код жена). У насељу има 87 домаћинстава, а просечан број чланова по домаћинству је 4,16.
Становништво у овом насељу веома је хетерогено.
|  |

| Демографија | Демографија | Демографија |
| Година      | Становника  | Становника  |
| ----------- | ----------- | ----------- |
|             |             |             |
|             |             |             |
|             |             |             |
|             |             |             |
| 1948.       | 40          |             |
| 1953.       | 98          |             |
| 1961.       | 169         |             |
| 1971.       | 235         |             |
| 1981.       | 342         |             |
| 1991.       | 389         | 386         |
| 2003.       | 363         | 362         |
|             |             |             |

| Етнички састав према попису из 2003.‍ | Етнички састав према попису из 2003.‍ | Етнички састав према попису из 2003.‍ | Етнички састав према попису из 2003.‍ | Етнички састав према попису из 2003.‍ |
| ------------------------------------ | ------------------------------------ | ------------------------------------ | ------------------------------------ | ------------------------------------ |
|                                      |                                      |                                      |                                      |                                      |
| Црногорци                            | Црногорци                            |                                      | 198                                  | 54,69%                               |
| Срби                                 | Срби                                 |                                      | 163                                  | 45,02%                               |
| непознато                            | непознато                            |                                      | 0                                    | 0,0%                                 |

| Година пописа     | 1948. | 1953. | 1961. | 1971. | 1981. | 1991. | 2003. |
| ----------------- | ----- | ----- | ----- | ----- | ----- | ----- | ----- |
| Број домаћинстава | 0     | 0     | 0     | 0     | 0     | 0     | 87    |

| Број чланова      | 1  | 2 | 3  | 4  | 5  | 6  | 7  | 8 | 9 | 10 и више | Просек |
| ----------------- | -- | - | -- | -- | -- | -- | -- | - | - | --------- | ------ |
| Број домаћинстава | 87 | 4 | 12 | 14 | 18 | 18 | 17 | 4 | 0 | 0         | 0      |

| Пол    | Укупно | Неожењен/Неудата | Ожењен/Удата | Удовац/Удовица | Разведен/Разведена | Непознато |
| ------ | ------ | ---------------- | ------------ | -------------- | ------------------ | --------- |
| Мушки  | 130    | 40               | 82           | 2              | 0                  | 6         |
| Женски | 125    | 30               | 78           | 12             | 1                  | 4         |
| УКУПНО | 255    | 70               | 160          | 14             | 1                  | 10        |

| Пол    | Укупно                    | Пољопривреда, лов и шумарство | Рибарство                            | Вађење руде и камена | Прерађивачка индустрија       |
| ------ | ------------------------- | ----------------------------- | ------------------------------------ | -------------------- | ----------------------------- |
| Мушки  | 38                        | 10                            | 0                                    | 0                    | 4                             |
| Женски | 17                        | 1                             | 0                                    | 0                    | 2                             |
| УКУПНО | 55                        | 11                            | 0                                    | 0                    | 6                             |
| Пол    | Производња и снабдевање   | Грађевинарство                | Трговина                             | Хотели и ресторани   | Саобраћај, складиштење и везе |
| Мушки  | 0                         | 0                             | 3                                    | 1                    | 5                             |
| Женски | 1                         | 0                             | 6                                    | 1                    | 1                             |
| УКУПНО | 1                         | 0                             | 9                                    | 2                    | 6                             |
| Пол    | Финансијско посредовање   | Некретнине                    | Државна управа и одбрана             | Образовање           | Здравствени и социјални рад   |
| Мушки  | 0                         | 1                             | 7                                    | 3                    | 0                             |
| Женски | 0                         | 0                             | 1                                    | 2                    | 0                             |
| УКУПНО | 0                         | 1                             | 8                                    | 5                    | 0                             |
| Пол    | Остале услужне активности | Приватна домаћинства          | Екстериторијалне организације и тела | Непознато            | Непознато                     |
| Мушки  | 1                         | 0                             | 0                                    | 3                    | 3                             |
| Женски | 2                         | 0                             | 0                                    | 0                    | 0                             |
| УКУПНО | 3                         | 0                             | 0                                    | 3                    | 3                             |